# Hans Honigmann
Hans Honigmann (ur. 5 lipca 1891 we Wrocławiu, zm. 17 listopada 1943) – niemiecki zoolog i lekarz, chronologicznie czwarty dyrektor wrocławskiego zoo w okresie marzec 1929 - 1 V 1934 r.
Ukończył wrocławskie Johannes-Gymnasium, a następnie studiował na Uniwersytecie Wrocławskim i uniwersytecie w Heidelbergu zoologię, kończąc ją w 1916 r. u profesora Kükenthala pracą poświęconą humbakom. Po służbie wojskowej w czasie pierwszej wojny światowej, podjął studia medyczne, kończąc je w 1921 r. Studiował także filozofię i fizykę. Po studiach lekarskich był pracownikiem naukowym medycyny na Uniwersytecie Wrocławskim, a następnie założył własną praktykę lekarską. Po reaktywacji wrocławskiego Zoo w 1927 r. był współpracownikiem ówczesnego dyrektora ogrodu Grabowsky'ego, po śmierci którego został wybrany na jego stanowisko. Preferował koncepcję ogrodu zoologicznego jako miejsca badania i utrzymywania rzadkich gatunków i w tym kierunku rozwijał Zoo. Ze względu na żydowskie pochodzenie został zwolniony z pracy w 1934 r. i w 1935 r. został zmuszony do wyjazdu za granicę. Po opuszczeniu Niemiec, aż do śmierci mieszkał w Wielkiej Brytanii, pracując m.in. w King’s College London, potem w Zoo w Dudley jako pracownik naukowy, a następnie uczył biologii w szkole. Po przystąpieniu Wielkiej Brytanii do II wojny światowej internowany przez władze brytyjskie, po wypuszczeniu na wolność wykładał zoologię na uniwersytecie w Glasgow.